# Alexandra Déglise
Alexandra Déglise, née le 17 février 1986, est une artiste du spectacle vivant martiniquaise et franco-américaine, qui a grandi en Martinique.

## Biographie
Alexandra Déglise grandit en Martinique et obtient son master de théâtre à l’Université de Virginie en 2016. Elle est ensuite professeure de mouvement à T. Schreiber pendant quatre ans et professeure de théâtre à l’université de Virginie pendant deux ans. Elle est également formée à la danse théâtrale Butō au Japon avec la compagnie Dairakudakan sous la direction d’Akaji Maro et a participé au Golden Show à Nagano en juillet 2016. En 2019, elle crée sa compagnie de théâtre polyglotte, DALA CompaNY, ayant pour but de nouer des liens et créer des ponts entre les territoires de la grande Caraïbes et l’Amérique.
Elle fait partie de l'équipe éditoriale de la maison d'édition Les prouesses, dédiée à la publication d'ouvrages sur la condition des  femmes.

## Distinctions
- En 2020-2021, artiste en résidence tremplin à Tropiques Atrium, scène nationale, pour l’écriture de sa première pièce Les Îles de Raphaël[6],[7].
- 2021, troisième prix du concours ETC Caraïbe.

## Publications

### Pièces de théâtre
- Les Îles de Raphaël[8].